# 이태형 (1981년)
이태형(1981년 9월 15일 ~ )은 대한민국의 배우이다.

## 출연 작품

### 드라마
- <이미테이션> (KBS2,2021년)
- <오 마이 베이비> (tvN,2020년)
- <스토브리그> (SBS,2019년~2020년)
- <리갈하이> (JTBC,2019년)
- <구해줘>(OCN,2017년)
- <응답하라 1994> (tvN,2013)
- <계백> (MBC,2011년)

### 영화
- <하얼빈> - (2024년) : 조도선 역
- <강철비 2: 정상회담> - (2020년)
- <경호원> - (2020년) : 조 사장 역
- <남산의 부장들> - (2020년) : 유동훈 역
- <블랙머니> - (2019년) : 감찰부 검사 역
- <담보> - (2019년)
- <1987> - (2017년)
- <살인자의 기억법> - (2017년)
- <아수라> - (2016년)
- <판도라> - (2016년)
- <악의 연대기> - (2015년)
- <명량> - (2014년)
- <캐치미> - (2013년) : 커뮤니티 이씨 역
- <부러진 화살> - (2012년)

### 연극
- <충분히 애도되지 못한 슬픔> - (2018년)
- <최서림, 야화순례 기행전> - (2018년)
- <벚꽃 동산> - (2017년)
- <햄릿 아비> - (2016년)
- <엘렉트라파티> - (2014년)
- <과부들> - (2014년)
- <니나> - (2013년)
- <주머니속 선인장> - (2013년)
- <임차인> - (2012년)